# OCRopus
OCRopus — OCR-система для распознавания текстов на базе tesseract. Использует код для языка моделирования из проекта OpenFST, поддерживаемого Google. Доступна FreeBSD, Linux, Mac OS X.

## Использование
В настоящее время OCRopus использует только интерфейс командной строки, принимая на вход изображения с текстом, и выводя данные в формате hOCR (открытый формат на основе HTML). Опции командной строки позволяют выполнять отдельно конкретные операции (например, распознание одной строки).

## История развития
- 0.1.0 alpha — 22 октября 2007
- 0.1.1 alpha – 14 декабря 2007 - Улучшенная система сборки
- 0.2 alpha 2 — 31 мая 2008
- 0.3 alpha 3 – 16 октябрь 2008
- pre-0.4 alpha 4 – май 2009
- 0.4.3 – июль 2009
- 0.4.4 – март 2010
- 0.5 – июнь 2012
- 0.6 23 – август 2012
- 0.7 6 – апрель 2013
- 1.0 - ноябрь 2014